# Bianca Beauchamp
Bianca Beauchamp (Montreal, 14 de Outubro de 1977) é uma famosa modelo erótica canadense. Bianca é particularmente conhecida pelas fotos de cenas sensuais de fetiche em que se utiliza habitualmente roupas em látex.

## Biografia
Bianca nasceu em Montreal, Quebec, de pai franco-canadense e de mãe italiana. Seu nome foi dado em homenagem a Bianca Jagger. Crescendo em um bairro de baixa renda, Beauchamp conseguiu passar no exame de admissão para uma escola privada. Ela percebeu que era bissexual com 15 anos.
Depois de ter dificuldades em casa, ela se mudou logo após terminar o ensino básico e começou um curso de literatura francesa no CEGEP, na esperança de se tornar uma professora. Depois de conseguir o certificado, ela começou a estudar francês e a trabalhar como professora na Universidade de Quebec.
Beauchamp conheceu seu futuro marido, aspirante a fotógrafo Martin Perreault com 17 anos. Perreault a convenceu a posar para fotografias como sua musa, e ela começou a modelar para ele. Ela comprou seu primeiro vestido de látex com 18 anos.
Em 1998, Beauchamp e Perreault fundaram o site Latex Lair. Durante um estágio de ensino na sua antiga escola, um dos funcionários descobriram o site e a aconselhou a desligá-lo (embora no momento não continha nudez), o que ela fez. No entanto, ela reabriu o site após a conclusão do estágio, o que levou a universidade a ameaçar expulsá-la se não mantivesse na linha durante os seus estágios restantes. Beauchamp percebeu que sua paixão para a modelagem era maior que para o ensino, portanto, ela saiu da universidade com 23 anos para prosseguir a sua carreira de modelo.

## Carreira (Modelo)
No início da sua carreira, Beauchamp começou aparecendo em photoshots para diversas revistas como Bizarre, Heavy Rubber, Marquis, Nightlife, Penthouse, Playboy, Skin Two e Whiplash. Ela trabalhou no McDonald's, em uma locadora, um sex-shop e como garçonete em um strip-club até conseguir se estabelecer na carreira.
Em janeiro de 2007, Beauchamp tornou-se a primeira modelo a aparecer na capa da revista Bizarre seis vezes e mais tarde no mesmo ano representou a Hype Energy no Grande Prêmio do Canadá de 2007. Em parceria com seu site e a Ritual Entertainment, ela interpretou a personagem Elexis Sinclaire para o jogo SiN Episodes.

Em janeiro de 2008, Beauchamp foi nomeada como a 31ª no AskMen.com Top 99 Women of the Year, uma popular "Lista Sexy" para as celebridades. No ano seguinte, ela melhorou sua classificação para 24ª.  Em janeiro de 2009, ela apareceu na capa da revista Bizarre, sua nona capa para a revista britânica, confirmando a sua liderança como o modelo que apareceu mais vezes na Bizarre.